# Alloclubionoides triangulatus
Alloclubionoides triangulatus là một loài nhện trong họ Amaurobiidae.
Loài này thuộc chi Alloclubionoides. Alloclubionoides triangulatus được miêu tả năm 2007 bởi Zhang, Zhu & Da-xiang Song.